# Sixhills
Sixhills – wieś w Anglii, w hrabstwie Lincolnshire. Leży 26 km na północny wschód od Lincoln i 207 km na północ od Londynu.